# Viettessa
Viettessa là một chi bướm đêm thuộc họ Crambidae.